# Campomorto
Campomorto (Camort in dialetto pavese) è una frazione del comune italiano di Siziano posta a sud del centro abitato, verso Vidigulfo. Costituì un comune autonomo fino al 1871.

## Storia
Campo Morto era un piccolo centro abitato del milanese di antica origine, sede di una parrocchia dell'Arcidiocesi di Milano. Al censimento del 1751 la località fece registrare 112 residenti, saliti a 491 nel 1805.
L'attuale collocazione in Provincia di Pavia è il frutto delle riforme illuministe del governo austriaco. Il primo decreto in tal senso fu emanato dall'imperatore Giuseppe II nel 1786, ma venne revocato cinque anni dopo. La misura divenne invece definitiva dal 1815, in concomitanza con la proclamazione del Regno Lombardo-Veneto.
L'abitato conobbe una discreta crescita per un villaggio agricolo, tanto da far registrare 740 anime nel 1853, e 771 nel 1859. Il municipio, la cui denominazione era stata nel frattempo rettificata in Campomorto, fu definitivamente soppresso il 5 marzo 1871 su decreto di Vittorio Emanuele II, venendo annesso a Siziano. Più lunga vita ebbe invece la parrocchia, che sopravvisse ancora per più di un secolo, fino a quando, negli anni novanta del ventesimo secolo, venne aggregata alla parrocchia di Siziano con la creazione di una Unità Pastorale.

## Territorio
La frazione dista 200 metri da Siziano, è composta da una strada, via Campomorto, che prende il nome dalla località stessa. Sono presenti cascine, aziende agricole, abitazioni residenziali, la chiesa di Santa Maria Assunta, l’abazia, il cimitero, il campo di calcio parrocchiale e un parco giochi.

## Economia
Nei dintorni si trovano cascine e aziende agricole che coltivano mais, insalate, verdure a foglia verde e riso, il quale viene venduto al dettaglio.

## Manifestazioni
A Maggio l'amministrazione comunale e la Pro Loco organizzano "Medioevo nel Borgo", una manifestazione storica per rivivere la vita del passato.
Rievocazione di vita medievale, mercato prodotti agricoli, mostra di storia, arte e leggenda, esposizione di antichi attrezzi agricoli e di bonsai, visite nelle cascine con animali, santa messa, animazioni musicali e teatrali, sfilata corte storico e sbandieratori. Ristoro con prodotti locali.

## Curiosità
Campomorto viene più volte menzionato nel romanzo Magia Rossa di Gianfranco Manfredi quale sede di una misteriosa biblioteca di antichi manoscritti.

## Monumenti e luoghi d'interesse

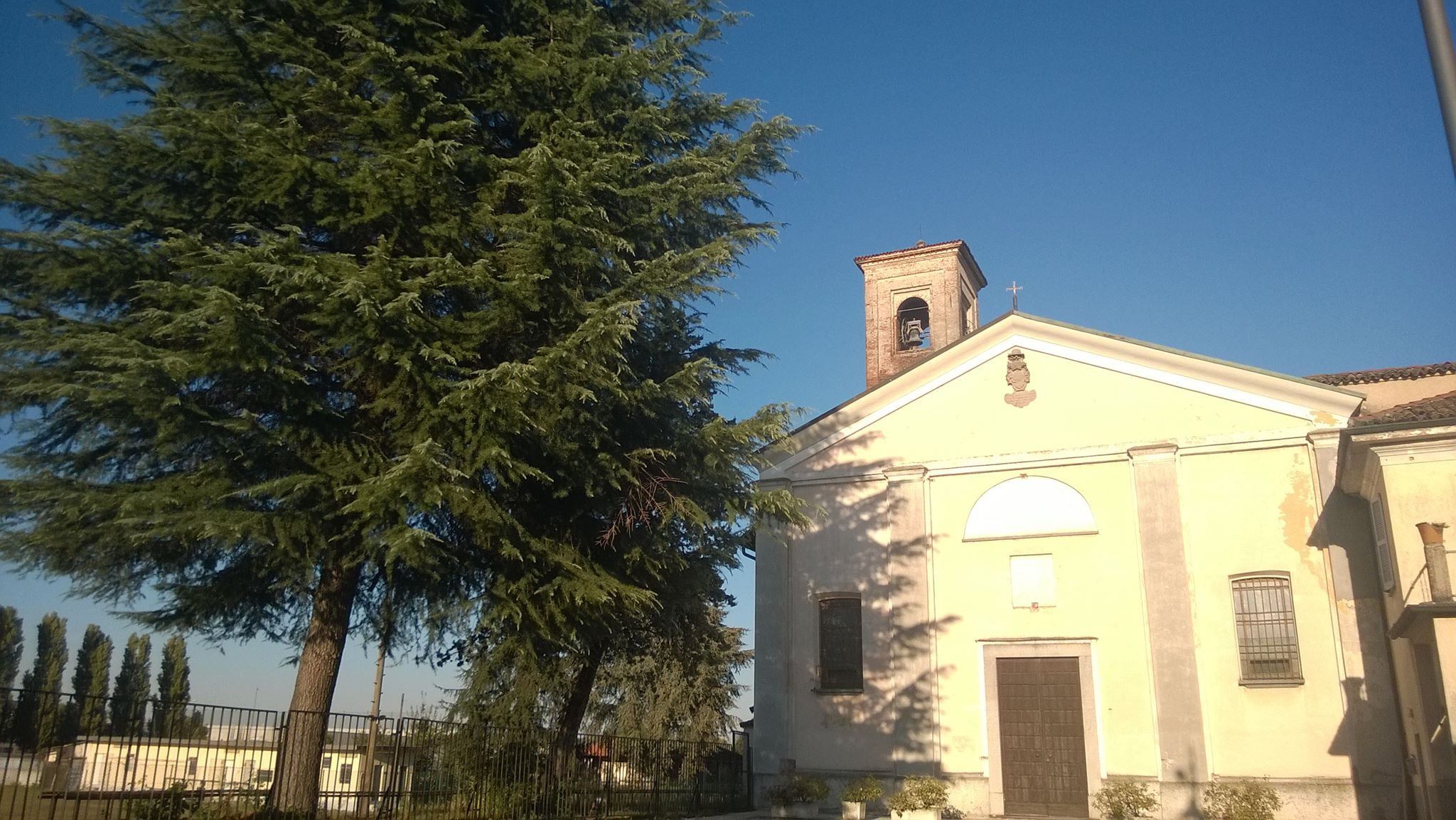
Chiesa Santa Maria Assunta in Campomorto

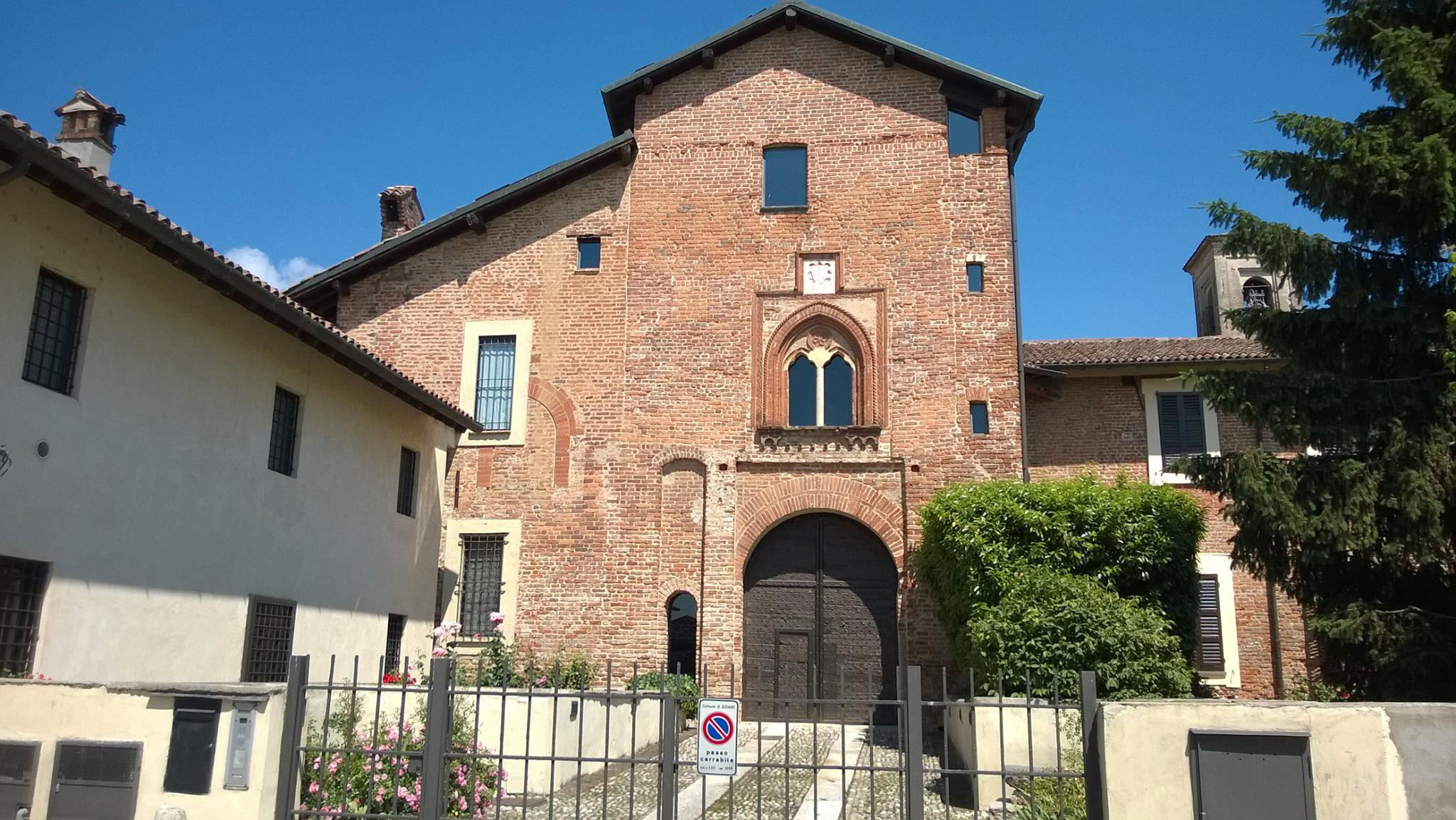
Abazia di Campomorto

### Chiesa di Santa Maria Assunta
La chiesa si trova nella frazione e risale al XIV secolo è annessa all'abazia.

### Abazia di Campomorto
Sul luogo già di una sanguinosa battaglia svoltasi nel 1061 tra pavesi e milanesi, complici le truppe imperiali del Barbarossa si ha il toponimo di Campomorto. Secondo la legenda, in periodo visconteo si trovarono a combattere sui due fronti opposti tale Boschino Mantegazza, comandante delle truppe di Gian Galeazzo, e il proprio figlio, al comando del contingente pavese. Boschino ferì a morte il figlio e per espiare la sua colpa decise di fare erigere nello stesso luogo della tragedia una chiesa e un convento per i pellegrini. La prima venne eretta poco dopo lo scontro, mentre il monastero, venne edificato per opera dei suoi discendenti nel corso del XIV secolo, dove era già presente un fortilizio. Le tracce attualmente riscontrabili sul terreno sono i resti di un rivellino che proteggeva l'ingresso di un monastero medioevale, che era stato (non sappiamo esattamente quando, ma probabilmente tra XIV e XV secolo) fortificato. L’intero abitato del paese divenne feudo dell’abate. Oggi rimangono solo due corpi di fabbrica ortogonali.

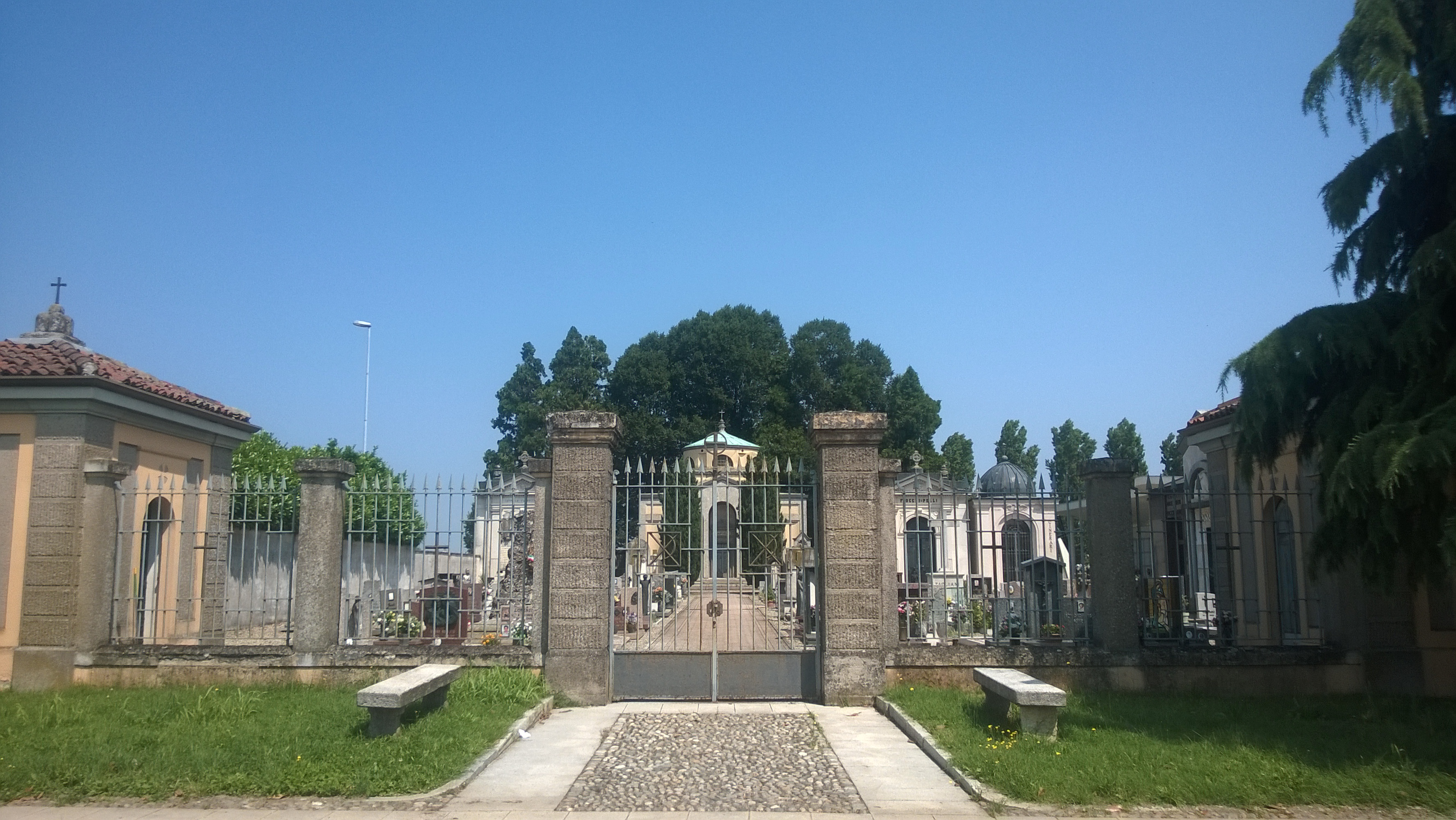
Cimitero di Campomorto

### Cimitero di Campomorto
Il cimitero si trova all'ingresso della frazione in prossimità della strada provinciale.

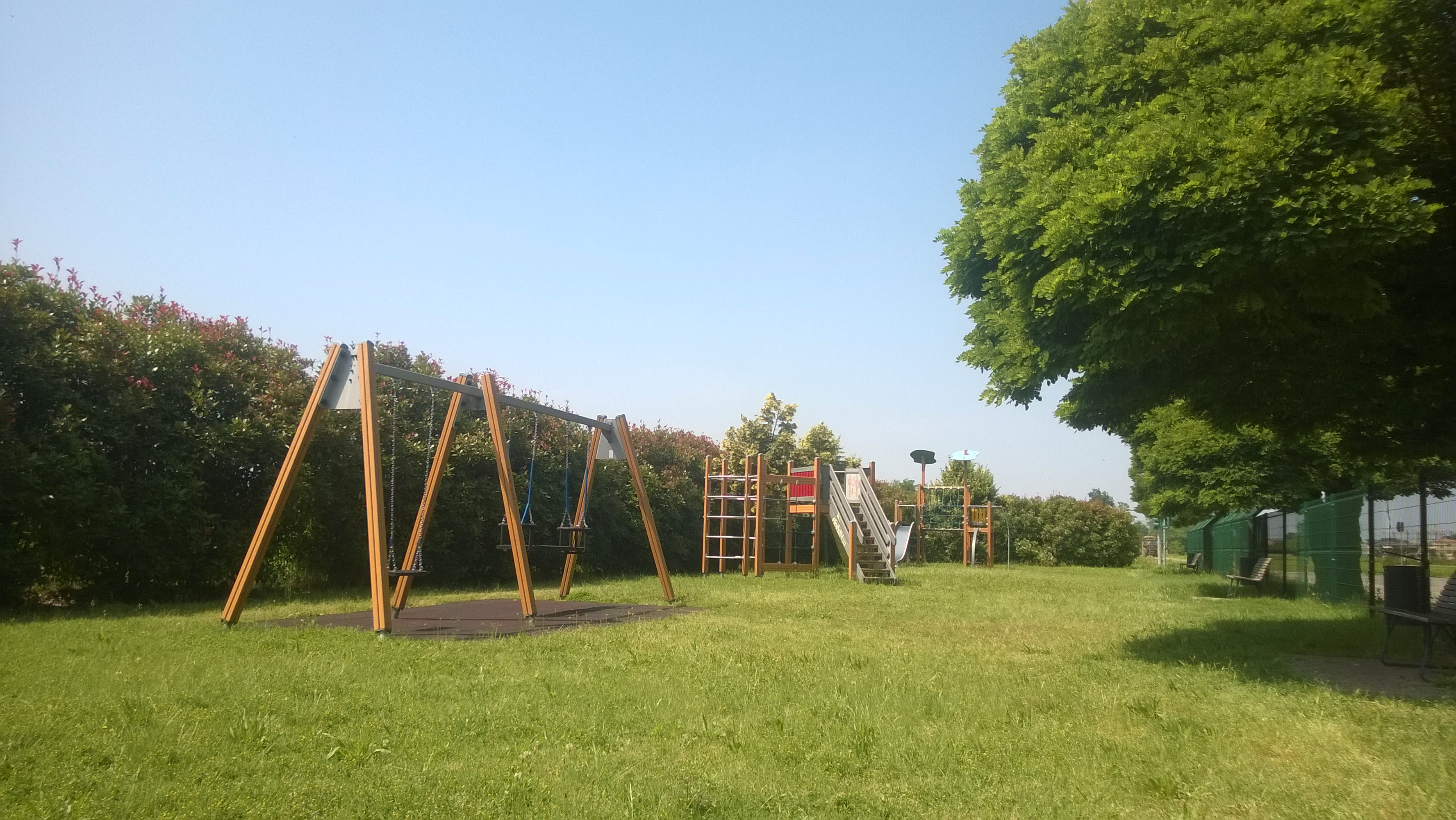
Parco giochi di Campomorto

### Parco di Campomorto
Il parco giochi è stato realizzato nel 2012.

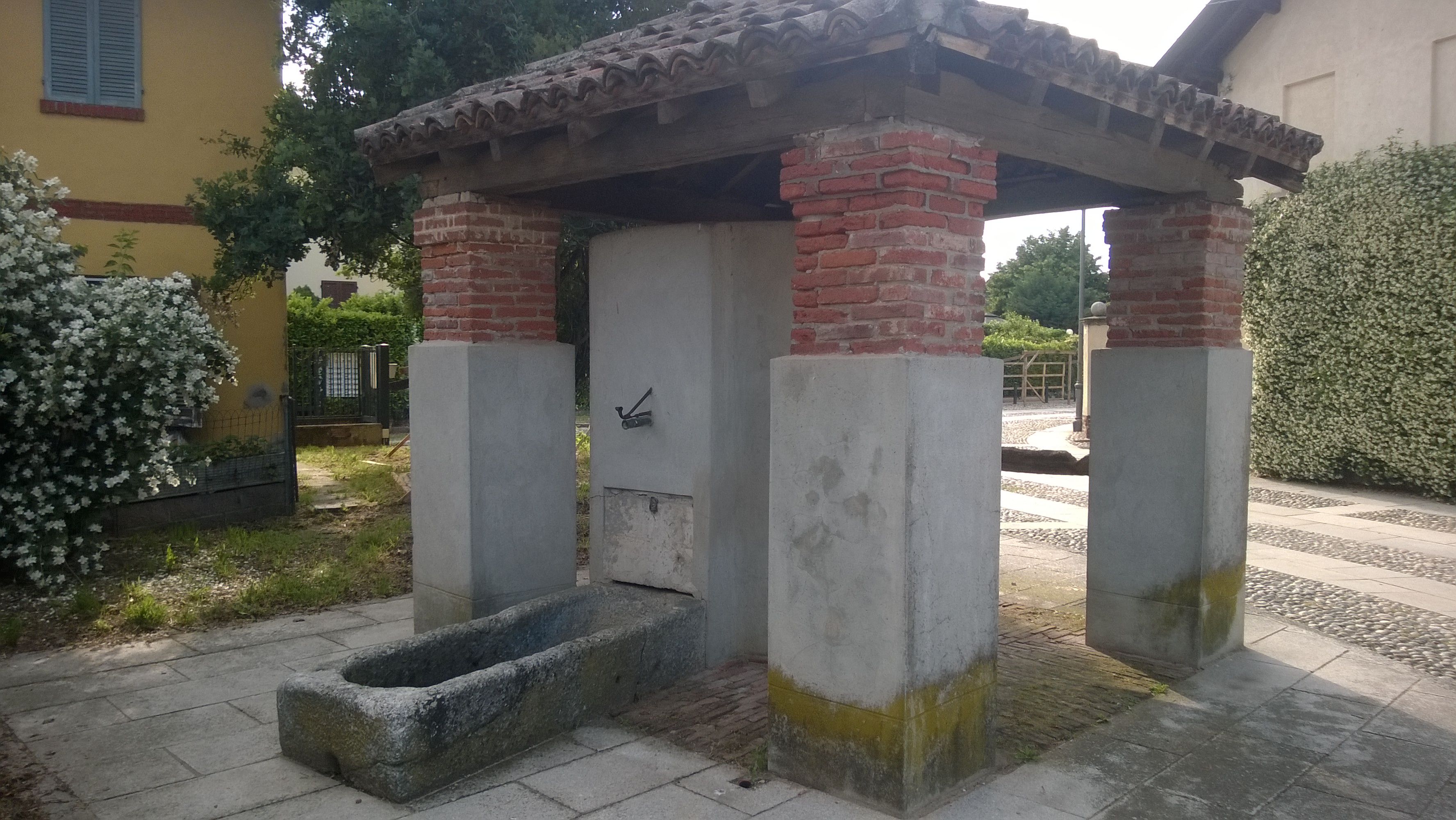
Pozzo con abbeveratoio a Campomorto

### Pozzo di Campomorto
Il pozzo si trova nel centro della frazione e una volta veniva utilizzato come abbeveratoio.